# دینکلاگه
شهر دینکلاگه در ایالت نیدرزاکسن در کشور آلمان واقع شده‌است.